# Matthieu Valet
Matthieu Valet (ur. 4 stycznia 1986 w Lille) – francuski policjant, związkowiec i polityk, poseł do Parlamentu Europejskiego X kadencji.

## Życiorys
Kształcił się w szkole policyjnej École nationale de police de Saint-Malo. Później został absolwentem akademii politycznej ENSP w Saint-Cyr-au-Mont-d’Or. Zawodowy policjant, w 2018 otrzymał nominację na komisarza. Był zastępcą sekretarza krajowego i rzecznikiem prasowym policyjnego związku zawodowego SICP. Regularnie występował w mediach, co przyniosło mu pewną rozpoznawalność. W 2023 został pozbawiony funkcji związkowych w związku z pojawiającymi się planami podjęcia działalności politycznej. W kwietniu 2024 oficjalnie ogłosił dołączenie do Zjednoczenia Narodowego. W wyborach w tym samym roku z ramienia RN uzyskał mandat deputowanego do PE X kadencji.